# Арон Бугарски
Арон Кометопул (умро 14. јуна 976?) је био бугарски племић и један од учесника устанка кометопула против византијске власти у Македонији.

## Биографија
Арон је био син бугарског комеса Николе који је 976. године (могуће и 969.) подигао устанак у Македонији против византијске власти. Мајка му се звала Рипсина. Арон је био трећи од четворице Николиних синова. Његова браћа били су Давид, Мојсије и Самуило. О његовом животу није забележено много података. По допуни Михаила Деволског, Арон је учествовао у борби Самуила и Романа код Трајанове капије против Византије. Према Златарском, Арон је управљао облашћу око Софије. Убијен је, заједно са целом породицом, по наређењу цара Самуила, могуће због његових веза са Византинцима или због тога што се нису могли сложити око поделе власти. Скилица је забележио да га је Самуило убио 14. јула (према исправци Деволског 14. јуна) код Раметанице (данашња Разметаница, лева притока реке Џермана која се улива у Струму). Могуће је да се ту налазила Аронова летња резиденција.

### Година смрти
Већина писаца сматра да је Арон убијен убрзо по избијању устанка (976), али након смрти своје браће Давида и Мојсија. Поједини историчари дали су различита датирања. Васил Златарски ставља убиство у 14. јун 987. године јер је Арон још 986. године учествовао у бици код Трајанове капије. Стивен Рансиман сматра да је Арон убијен у годинама после 996, тј. након битке на Спрехију. Тада је прогрчка политика могла представљати праву опасност па је Арон убијен због свог пацифизма. Никола Адонц, јерменски византолог, сматра да је Арон убијен 14. јуна 987. или 988. године. Вести Попа Дукљанина и Псела не уносе нове елементе за датирање Аронове смрти. Псел наводи да је Арон био бугарски цар што никако није могао бити уколико је погинуо 976. године. Псел је вероватно добио ово обавештење од Алусијана.